# 辣手回春
《辣手回春》為2000年的香港電影，導演為杜琪峰、韋家輝。演員陣容有鄭伊健、陳小春、張柏芝等。

## 劇情大綱
在何求其醫院，每個醫生、護士，從上到下，所有人做事都極其隨便，從不把作護理人員的醫德放在心上。直到何求其爵士被雷劈送進醫院，他才知道醫院的狀況，於是決定要徹底改造醫院……

## 劇中人物
| 演 員  | 角 色        |
| 鄭伊健 | 陳子英 Joe   |
| 陳小春 | 王恩明 Jim   |
| 張柏芝 | 張穎恩 Yan   |
| 許紹雄 | 黎仁 Leon    |
| 林雪   | 劉龍         |
| 林蛟   | 何求其       |
| 黃文慧 | 護士長       |
| 黃浩然 | 乞丐(整型後) |
| 楊證樺 |              |
| 何偉業 |              |
| 高爾珩 |              |

## 經典台詞
- 王恩明：做醫生不是那麼簡單的！
- 陳子英：越辛苦，越感動
- 黎仁：人情歸人情，數目要分明
- 護士長:今次真係死得人多喇

## 外部連結
- 開眼電影網上《辣手回春》的資料（繁體中文）
- 香港影庫上《辣手回春》的資料（繁體中文）
- 豆瓣电影上《辣手回春》的資料 （简体中文）
- 时光网上《辣手回春》的資料（简体中文）
- AllMovie上《辣手回春》的资料（英文）
- 爛番茄上《辣手回春》的資料（英文）
- 互联网电影数据库（IMDb）上《辣手回春》的资料（英文）